# Kiimajärvi (sjö i Finland)
Kiimajärvi är en sjö i Finland. Den ligger i kommunen Sastamala i landskapet Birkaland, i den sydvästra delen av landet, 180 km nordväst om huvudstaden Helsingfors. Kiimajärvi ligger 68 meter över havet. I omgivningarna runt Kiimajärvi växer i huvudsak blandskog. Arean är 1,46 kvadratkilometer och strandlinjen är 12,72 kilometer lång. Sjön  ingår i Kumo älvs huvudavrinningsområde. 